# Fredis Refunjol
Fredis Refunjol (ur. 19 grudnia 1950 w Oranjestad, Aruba) – polityk arubański, trzeci gubernator Aruby, sprawujący swą funkcję od 11 maja 2004 do 31 grudnia 2016.

## Życie prywatne
Żonaty z Clarette Marią de Lourdes Refunjol-Lopez, z którą ma troje dzieci.